# Tadeusz Gołogórski
Tadeusz Michał Gołogórski (ur. 31 lipca 1872 w Duńkowicach, zm. 13 października 1928 w Krakowie) – polski inżynier rolnictwa.

## Życiorys
Po ukończeniu gimnazjum w Przemyślu wyjechał do Lwowa, gdzie rozpoczął studia na Wydziale Budowy Maszyn tamtejszej politechniki. W 1899 uzyskał dyplom inżyniera i przeniósł się do Krakowa, gdzie do 1901 był asystentem w Katedrze Inżynierii Rolniczej Uniwersytetu Jagiellońskiego. Po uzyskaniu stypendium rządowego wyjechał na studia w Austrii, Czechach i Niemczech, równocześnie pracował naukowo oraz w fabrykach maszyn rolniczych. Po powrocie do Krakowa kontynuował pracę na wcześniej zajmowanym stanowisku, w 1912 przeniósł się do Czernihowa, gdzie został nauczycielem mechaniki rolniczej w średniej szkole rolniczej. W 1918 powrócił do Krakowa i rozpoczął pracę dyrektora technicznego w fabryce maszyn i urządzeń rolniczych Marcina Peterseima, która po odzyskaniu przez Polskę niepodległości otrzymała nazwę „Odlew”. W 1921 przeniósł się na podobne stanowisko do fabryki „Potęga”, ale po roku otrzymał propozycję objęcia Katedry Mechaniki Rolniczej na Wydziale Rolniczym Politechniki Lwowskiej. Wykładał tam przez dwa lata, a następnie powrócił do Krakowa, gdzie stanął na czele Katedry Maszynoznawstwa Rolniczego Uniwersytetu Jagiellońskiego, a w 1927 został wybrany na dziekana wydziału. Zmarł w wieku 56 lat, spoczywa na cmentarzu Rakowickim.

## Dorobek naukowy
Tadeusz Gołogórski pozostawił bogaty dorobek naukowy, jego felietony i artykuły były publikowane na łamach Gazety Rolniczej, Przeglądu Technicznego, Rolnika i Tygodnika Rolniczego. Ponadto był autorem i współautorem publikacji książkowych (pisownia oryginalna):
- "Konkurs żniwiarek i wiązałek urządzony w lipcu 1905 w Tarnopolu przez tarnopolski oddział Gal. Tow. Gospodarskiego", Lwów 1905.
- "Próby siewników urządzone staraniem Krakowskiego Komitetu Tow. rolniczego w jesieni 1906 i na wiosnę 1907 r",Kraków 1907.
- "Teorja nastawienia siewników podług zmiennej rozstawy redliczek", Kraków 1915.
- "Maszyny i narzędzia służące do uprawy kartofli", Kraków 1903.
- "Kultywatory", Kraków 1914.
- "Czystość cięcia w maszynach żniwnych", Kraków 1910.
- "Badania mocy ziemi przy zgniataniu", Kraków 1906.
- "Ruch. powierzchni krzywej w środowisku ziemnem", Lwów 1908.
- "Praca narzędzi w ziemi", Kraków 1911.
- "Die technologischen Prozesse bei der Bodenbearbeitung", Kraków 1913.
- "Opory kroju w ziemi", Poznań 1924.
- "Rachunek wyrównawczy", Poznań 1927.